# Biel Duran i Pascual
Biel Duran i Pascual (Gelida, Alt Penedès, 4 de maig de 1984) és un actor de cinema, de sèries de televisió i de teatre català. Va estudiar educació social, sector on va treballar durant tres anys. Va ser enxaneta de la colla castellera dels Minyons de Terrassa. En aquest moment, va debutar amb la pel·lícula de temàtica castellera La teta i la lluna (1994), de Bigas Luna, quan tenia nou anys.

## Filmografia

### Cinema
- 1994: La teta i la lluna (Tete)
- 2001: Dolça meva
- 2001: Des del balcó
- 2001: Más pena que gloria (David)
- 2003: Amb el 10 a l'esquena (Dani)
- 2004: Palabras de Vero (Marcos)
- 2004: La buena voz (Jordi)
- 2005: Salvador (Pons Llobet "Queso")
- 2006: Lo bueno de llorar (Amic 2)
- 2007: El coronel Macià (Pagès)
- 2008: La dona de l'anarquista (Luis)
- 2008: Castillos de cartón (Jaime)
- 2010: El cònsol de Sodoma (Enrique Vila-Matas)
- 2010: El gran Vázquez (jove dibuixant)
- 2010: Espiz (curtmetratge)
- 2011: El perfecto desconocido (Toni)

### Sèries de televisió
- 1996-1998: Nissaga de poder (Toni Castro)
- 1999: La memòria dels Cargols (Ramonet Cargol)
- 2001: Policias, en el corazón de la calle (un capítol)
- 2001-2002: Temps de silenci (Ignasi Burrull)
- 2001: El comisario (un capítol)
- 2002: Psico express (un capítol)
- 2002: Hospital Central (un capítol)
- 2002 i 2003: Javier ya no vive solo (dos capítols)
- 2003: El pantano (Fede)
- 2007: Quart (Judas)
- 2007-2008: Cuéntame cómo pasó (Jordi)
- 2009: La chica de ayer (José Santos)
- 2010-2011: La sagrada família (Ivan)
- 2011: 14 de abril. La República (Mateo)
- 2015-2016: Cites (Àlex)

- 2021: Com si fos ahir (Quique)[2]

### Websèries
- 2016: El Ramon de les Olives (Ricard)

### Teatre
- 2010: La gavina
- 2018: L'Omissió de la família Coleman (Ferran)
- 2018: Ovelles[3]
- 2022: La pell fina[2]

## Premis i nominacions

### Nominacions
- 2002. Goya al millor actor revelació per Más pena que gloria